# Euchaetes rizoma
Euchaetes rizoma là một loài bướm đêm thuộc phân họ Arctiinae, họ Erebidae.